# 韓詳
韓 詳（かん しょう、生没年不詳）は、中国南北朝時代の北魏の豪族。北魏末期の混乱を避けるために高句麗に亡命した。

## 人物
北魏孝昌代に勃発した混乱を避けるため高句麗に亡命した。その後、遼東に安置され、高句麗から「太奢（大使者）」に封じられた。その後、同族500余人を率いて東魏または北斉に再移住している。
中国系移民の高句麗流入は、北中国の政治的混乱と関連がある。西晋末期の混乱、東魏と西魏の対立などの軍事的・政治的混乱の際に継続的に高句麗への亡命が発生している。このことは高句麗が北中国の政治・軍事的混乱から自由ではなかったことを示している。これらの中国系移民たちは、故国を脱出し、新移住地へと「亡命」した形態を帯びている。韓詳の亡命は、520年代の北魏末期の内乱の間隙を突いて高句麗が遼西に進出した際に、営州の豪族を迎え入れたことによる。
韓詳の父の韓曁は、北斉を経て隋で官職に就き、590年に53歳で死去している。 